# Abel Masuero
Abel Luis Masuero (Ramona, 6 aprile 1988) è un calciatore argentino, difensore del Talleres (RdE).

## Carriera
Ha giocato nella prima divisione argentina ed in quella belga.